# Type-63
Type-63 är en kinesisk lätt amfibiestridsvagn. Den utvecklades av 201 institutet och tillverkades av fabrik 615 (tillsammans med Norinco). Type-63 är en kopia av den sovjetiska amfibiestridsvagnen PT-76. Finns i 3 varianter, alla är fortfarande i tjänst. Den kom först ut på fältet 1963.

## Produktionshistoria
Under början av 1950-talet fick Kina ett flertal PT-76:or från Sovjetunionen. Under den här tiden hade Sovjet och Kina ett stort ekonomiskt och militärt samarbete. Kina hade behov av att skaffa egna amfibiestridsvagnar för sina södra regioner, som domineras av tropisk skog, sjöar, floder och träskmarker. Men de hade även en annan anledning: efter att Folkets befrielsearmé vunnit inbördeskriget mot nationalisterna flydde nationalistledaren Chiang Kai-shek och hans trupper till ön Taiwan. Kommunisterna började då planera att invadera ön med bland annat amfibieutrustning.
201 institutet började forska om att skapa egna kopior av PT-76, vilket de gjorde 1959 med prototypen Type-60. Fabrik 617 tillverkade ett litet antal som togs i tjänst hos kinesiska Folkets befrielsearmé år 1960. 
Tester som befrielsearmén gjorde visade att Type-60 presterade dåligt och inte uppnådde arméns krav. 201 institutet med fabrik 617 började ändra inställningarna på prototypen 1961. Man satte in ett runt torn som är identiskt med det på Type-62. Den introducerades 1963 och fick namnet Type-63 eller WZ-201. Den visade sig ha bra amfibiska egenskaper och passade i Kinas södra skogsregioner, vilket ledde till att befrielsearmén godtog den.
De tidigaste varianterna var inte utrustade med något eldledningssystem eller mörkerseende instrument. I slutet av 1970-talet utrustades Type-63:orna med laseravståndsmätare och instrument som använde infrarött ljus. I början av 1990-talet introducerades en förbättrad variant med en 105 mm räfflad kanon och en ny design på chassit. Varianten fick namnet Type-63 I. Den fortsatta spänningen mellan Kina och Taiwan ledde till att befrielsearmén behövde en nyare och effektivare stridsvagn. Type-63 började bli för gammal för att kunna mäta sig med moderna stridsvagnar, så en ännu mer avancerad modell med ny torndesign kom 1997. Den fick namnet Type-63A eller ZTS-63A.

## Utrustning
Type-63 har ett båtliknande chassi, vilket är idealiskt för användning i vattnet. En fördel Type-63 har är att den har en extra besättningsmedlem jämfört med PT-76. På PT-76:an finns det 3 personer, där tankchefen också fungerar som skytt, vilket minskar effektiviteten. På Type-63 däremot finns inte detta problem. Amfibieframdrivning på Type-63 består av två jetsystem på vardera sida av chassit. Vattnets utflöde sker på två ställen på vagnens baksida. Styrning och drivsystemet är detsamma som på PT-76:an, men Type-63A har tre utflöden på varsin sida av vagnen.
För att kunna hålla stridsvagnen flytande var man tvungen att minska stridsvagnens vikt, vilket man gjorde genom att skära ner på dess pansar. Pansaret är relativt tunt jämfört med andra stridsvagnar. Type-63-vagnarna blev alltså bra amfibiefordon men ineffektiva i strid, speciellt mot andra stridsvagnar.

## Användning
Type-63 användes i stort antal som standardfordon hos spaningskompanier i Kinas södra regioner. Under en stor övning hos befrielsearméen 1966, korsade en grupp Type-63:or det 31 km långa Qiongzhousundet mellan Hainan-ön och det kinesiska fastlandet. Den exporterades i stora mängder till Nordvietnam under 1960- och 1970-talet, där den användes under många strider. Det var första gången den sattes i strid. Den andra gången var under Kinesisk-vietnamesiska kriget 1979.
Type-63 har exporteras till Albanien, Pakistan, Myanmar, Nordkorea och Vietnam.
Det finns cirka 1200 stridsvagnar av båda typerna, cirka 500-600 av dessa är Type-63A.

## Varianter
- Type-60: identiska kopior av den ryska PT-76, tillverkades mellan åren 1959 och 1960.
- Type-63 eller WZ-201: Förbättring av Type-60 med ett runt torn, större chassi, 4 mans besättning, Type-6285TC räfflad 85 mm kanon och en 12150L2 vätskekyld dieselmotor på 400 hk.
- Type-63 I: utrustad med en 105 mm räfflad kanon (identisk med den på Type-80) och ett nytt datoriserat eldledningssystem.
- Type-63A eller ZTS-63A: uppgradering från 1997 med ett nytt chassi. Utrustad med en ny 12-cyl turboladdad motor, förbättrat eldledningssystem som ger den förmågan att skjuta fast vagnen är i rörelse. Byggt med ett nytt större torn har den en 105 mm räfflad kanon (som på Type-88) som kan avfyra pansarspränggranat, spränggranat, fenstabiliserad projektil och antistridsvagnsmissiler (som är en licenskopia av den ryska 9M117 Bastion), som har en effektiv räckvidd på 4000-5000 m. Den har bättre havskapaciteter än sin föregångare. Den används idag av enheter i Folkets befrielsearmés flotta och två amfibiemekaniserade divisioner i Nanjings och Guangzhous militärregioner som ligger nära sundet mellan Taiwan och Kina.

## Fordon baserade på Type-63
- Type-77 I/II: är ett trupptransportfordon med amfibiekapabilitet. Utvecklingen började 1965 och slutfördes 1977. Den är utrustad med en 12,7 mm lv-ksp med 500 skott, 12150L2 12-cyl vätskekyld dieselmotor. Kan frakta 20 soldater eller 85 mm antistridsvagnskanon med 8 soldater, eller 120 mm haubits med 8 soldater, eller 3 ton last.
- Type-76: amfibiskt bepansrat bärgningsfordon.
- 122 mm mobilt artilleri som inte togs i tjänst.